# Матадор

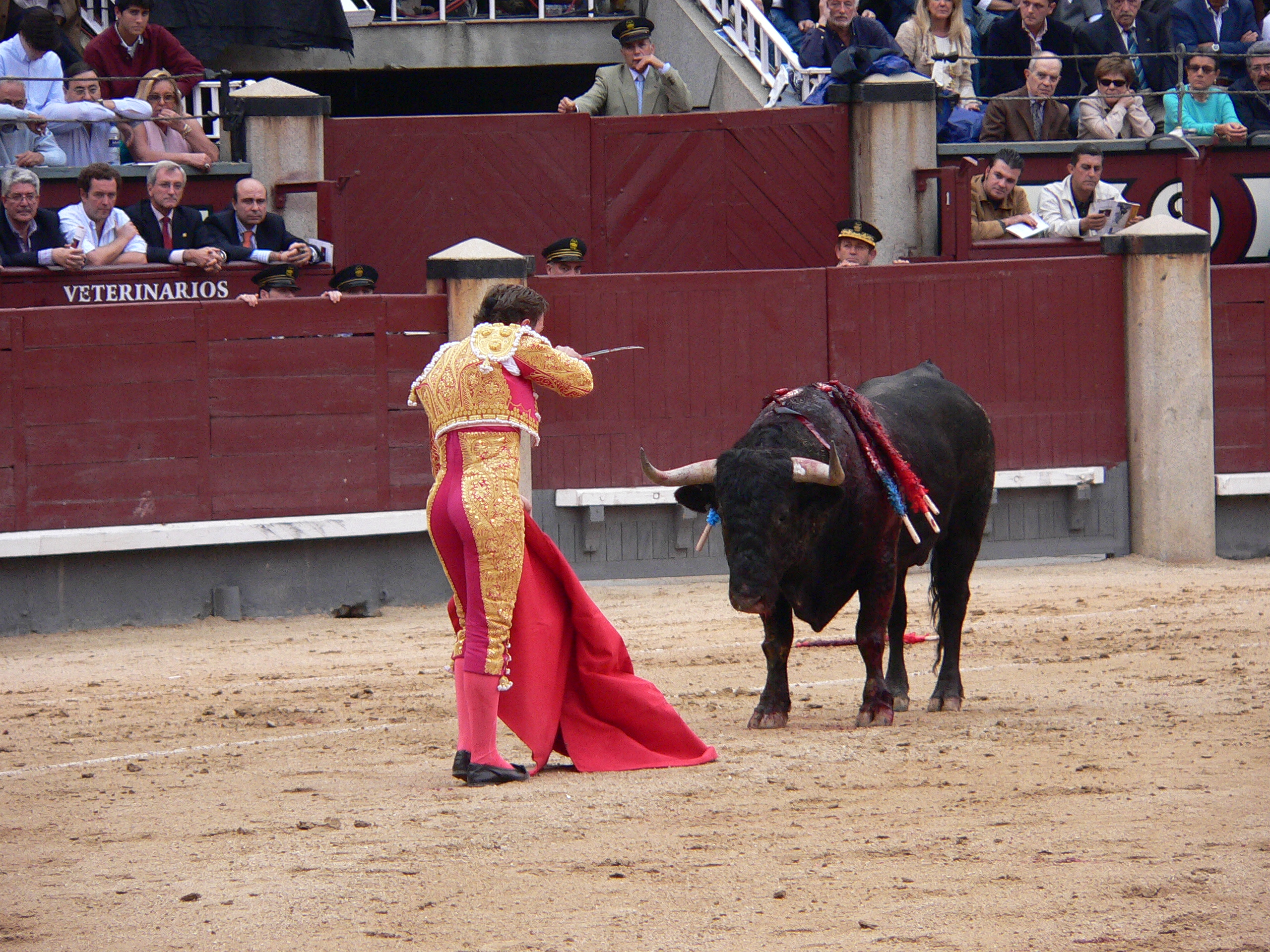
Матадор

Матадо́р  (исп. matador [de toros], букв. «тот, кто убивает [быков]»; он же тореадо́р, торе́ро от исп. toreo «бой быков») — главный участник испанского боя быков (корриды), убивающий быка. Матадором называется персонаж пешей корриды, в конной он называется рехонеадором. Матадор, убивающий молодых быков, называется новильеро.

## Костюм и вооружение матадора

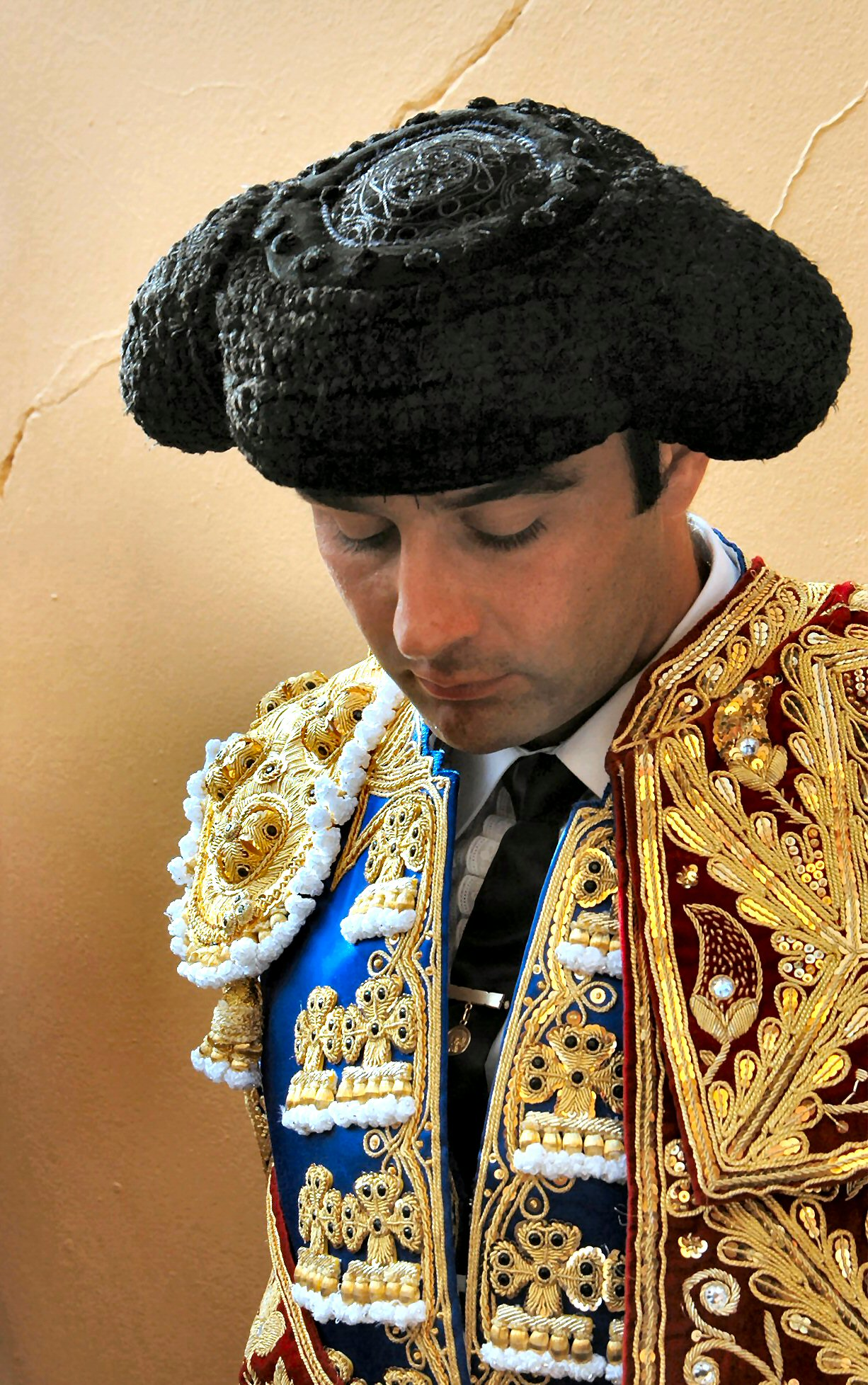

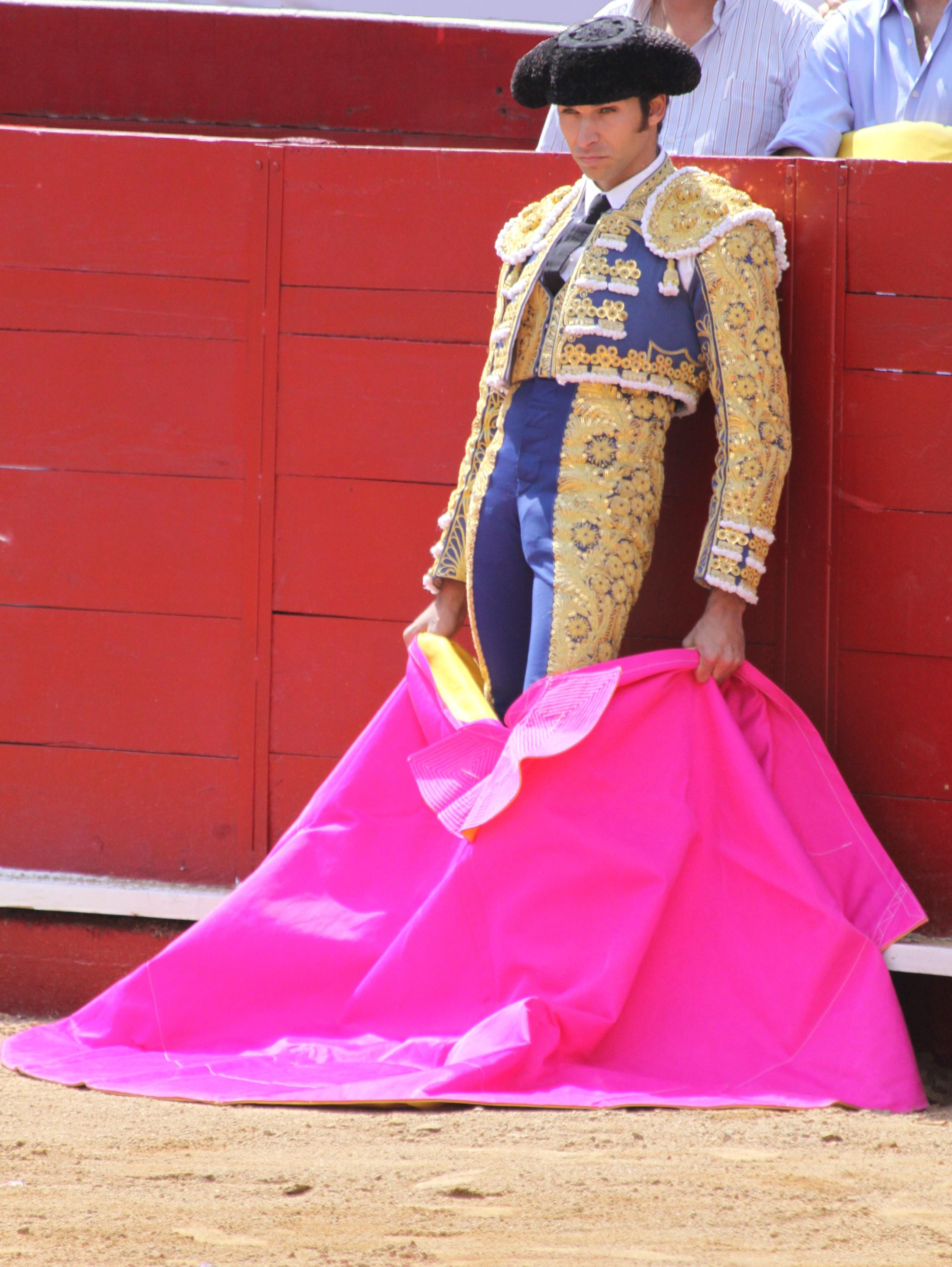
Матадор возле бурладеро

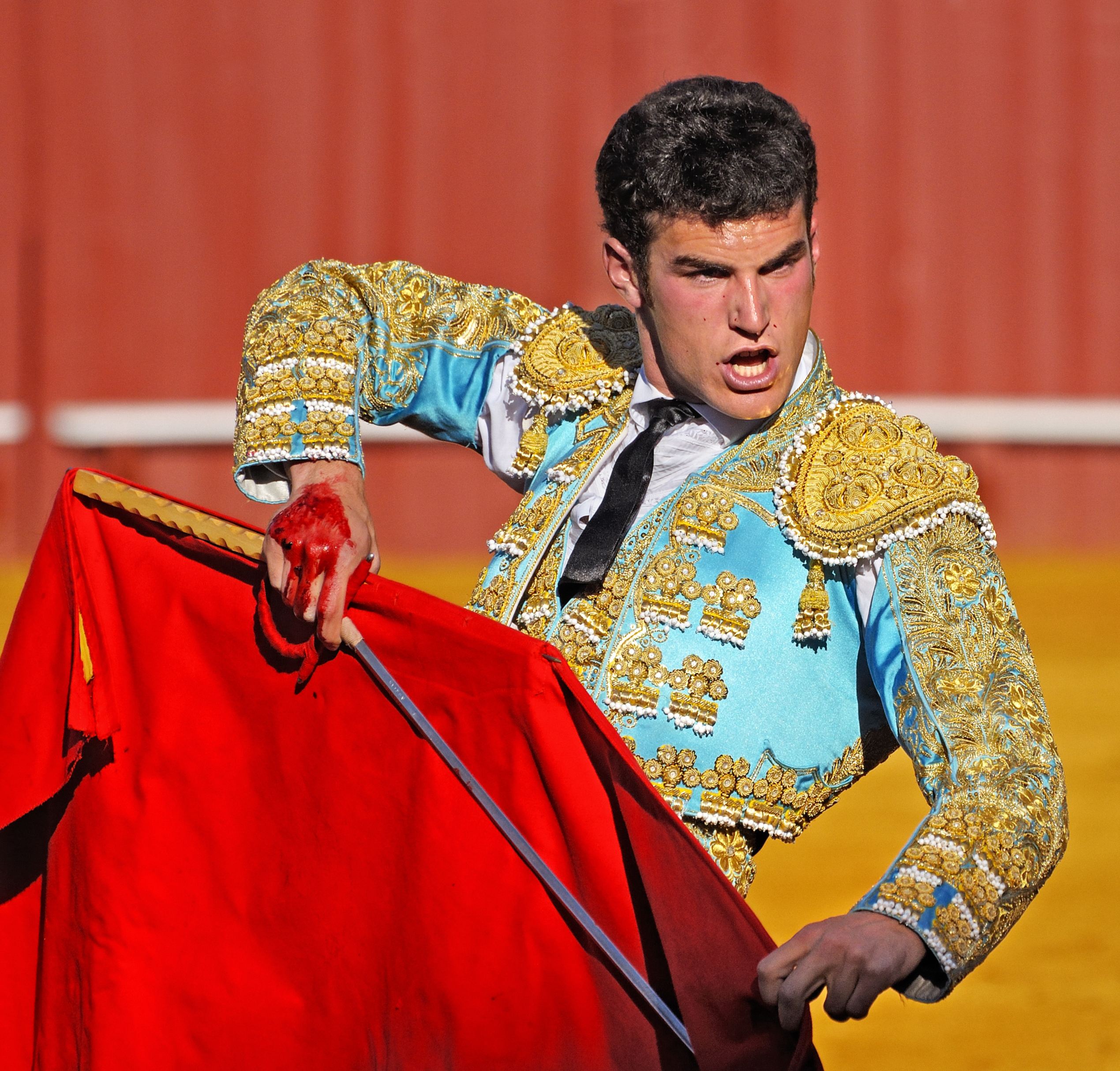
Матадор от Королевского кавалерийского мастера Севильи. Май 2013 г.

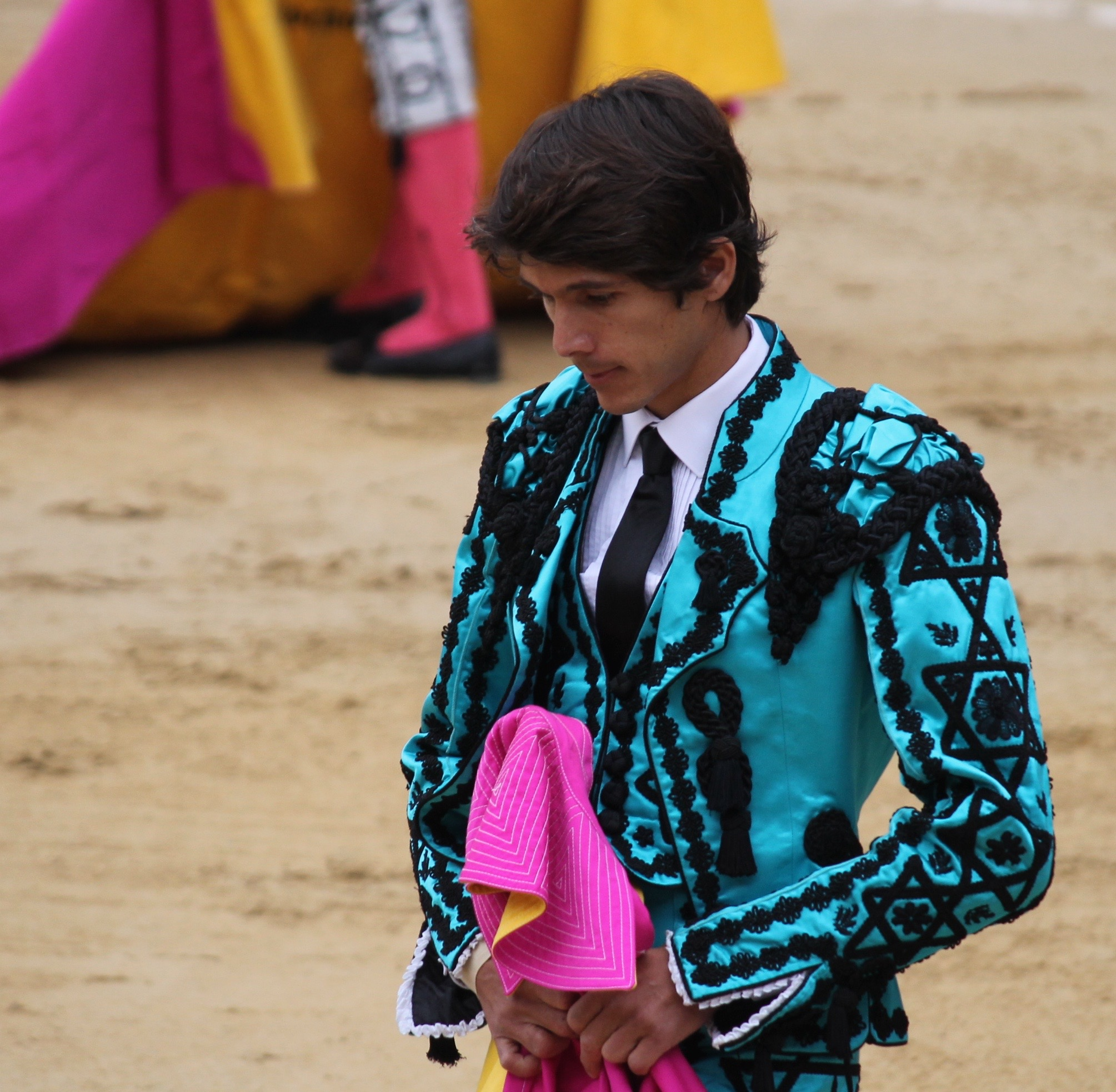
Кастелла, Богота (2019)

Мансанарес в 1994 году

Traje de Luces (парадный костюм, буквально — «костюм огней») — наряд пешего тореро. До XVIII века костюм изготовляли из замши, но затем стали шить из шёлка, украшая золотым и серебряным шитьем, а также блёстками. Влияние иностранной моды не перешло границ арен, где стиль одежды остался в стороне от светского.
Костюм и используемые матадором аксессуары включают в себя следующие элементы:
- Montera: Головной убор, один из элементов одеяния, который более всего изменился. До XIX века использовалась треуголка, но затем её заменили шляпой, которая используется и сейчас. Изготовляется она из бархатной буклированной нити, очень схожей с волосами.
- Chaquetilla: Короткий жакет, доходящий до талии. Настоящее произведение искусства. Украшается кисточками из золота и серебра. С плеч также свисают кисточки. Жакет должен быть жёстким и с открытыми подмышками, для большей свободы движений тореро.
- Taleguilla: Штаны, доходящие до колен, сильно обтягивающие и закреплённые подтяжками. В нижней части они закрепляются с помощью machos (кисточек). Также для украшения используется бахрома.
- Medias: Гольфы. Чаще всего розового цвета, хотя иногда тореро надевают под них ещё и пару белых.
- Coleta: Косичка с лентой. Мода XVIII века, сохраняющаяся и ныне, поскольку соответствующий элемент служит для закрепления головного убора. Сегодня используются накладные coletas.
- Corbatín: Тонкая лента, обычно чёрного цвета, которая завязывается как галстук.
- Camisa: Рубашка, обычно белого цвета, украшенная жабо.
- Capote (исп. плащ): Капоте — это большой тяжёлый (4-6 кг[2]) двухцветный плащ, с одной стороны (с той, которую показывают быку) розовый, с другой жёлтый. Его используют матадор и его подручные, встречая быка при его выходе на арену. Этот атрибут, который ввиду его тяжести приходится держать обеими руками, применяется как в артистических приёмах, так и непосредственно в поединке.
- Capote de Paseo (досл. пер.: «парадный плащ»): Этот плащ (такой же формы, что и капоте, но меньшего размера) — одна из самых роскошных частей одеяния тореро. Может быть украшен рисунками, вышивкой и т. п. различной тематики, включая религиозную.
- Machos: Кисточки, при помощи которых закрепляются панталоны тореро.
- Zapatillas: Обувь тореро. Туфли чёрного цвета, без каблука и со специальной подошвой, предотвращающей скольжение. Сверху бант для украшения.
- Capote: Ткань из синтетического волокна, очень тяжёлая, формы плаща, которая используется для игры с быком.
- Muleta: Ткань более лёгкая и меньше, чем капоте, красного цвета. Используется матадором в последней терции корриды чтобы сдержать и направить атаку быка.
- Estoque: Шпага, которой убивают быка. Чуть согнутая на конце (место, где она загнута, называется muerte — смерть).

## Происхождение профессии, знаменитые тореро
Пешая коррида отделилась от конной в начале XVIII века. Причиной изменения обычаев стала, по всей видимости, неприязнь короля-француза Филиппа V к этой испанской традиции, вследствие чего коррида становится праздником людей низших классов, не имевших своих лошадей (или боявшихся рисковать ими). Место рождения современной корриды — Андалусия. В последующие сто лет появляются первые известные тореро, разработавшие ритуалы и приёмы современной тавромахии — Хоакин Родригес «Костильярес», Хосе Дельгадо Герра «Пепе-Ильо», Педро Ромеро Мартинес. Бой быков быстро развивается на протяжении XIX столетия, а его золотым веком считаются 1910—1920-е годы, когда выступают Хуан Бельмонте (которого называют лучшим тореро всех времён и отцом современного стиля тавромахии), Хосе Гомес «Гальито» (он же «Хоселито»), Рафаэль Гонсалес «Мачакито». После гражданской войны 1936—1939 гг., с появлением новых выдающихся матадоров (Манолете и др.), популярность корриды быстро возрастает во всём мире. Лучшие из выступающих сейчас испанских матадоров — Эль Фанди, Ривера Ордоньес, Эль Кордобес, Энрике Понсе, Хуан Хосе Падилья, Эль Хули, Хесулин де Убрике (один из главных героев испанской светской хроники).
Есть также много выдающихся матадоров-латиноамериканцев (особенно мексиканцев), а также выходцев из других стран. Некоторое время в Испании выступал без особого успеха россиянин-новильеро Роман Карпухин. В Испании выступают, но не пользуются особой популярностью несколько новильеро-женщин, некоторые становились и матадорами, однако их карьера была неудачной.

## Материальная сторона
Матадор — весьма престижная профессия, однако в реальном выражении их заработки сейчас ниже, чем в 1960-70-х годах. В 2005 году лидером по доходам стал Эль Хули с 7 млн евро. Однако из этой суммы следует вычесть его расходы на содержание своей квадрильи. За каждый вечер выступлений на мадридской арене «Лас Вентас» Эль Хули получил по 270.000 евро. Другой видный тореро, Энрике Понсе, заработал за год 4,5 млн евро. Эль Сид положил на свой счет 2,5 млн, Эль Фанди и Моранте де ла Пуэбла — по 2 млн евро, Финито из Кордобы, Хесулин де Убрике и Эль Кордобес — по 1 млн. Бывший зять герцогини де Альба Франсиско Ривера Ордоньес заработал 600 000 евро, а его брат Кайетано — 400 000 евро.

## Карьера матадора
Подготовка будущего матадора начинается под руководством опытного мастера с 10-12-летнего возраста. Начинающий матадор (becerrista, бесерриста) практикуется на быках до двух лет; обретя некоторый опыт, он переходит в ранг новильеро, работающего с быками 2-3 года. Наконец, матадоры — это те, кто уже «приняли альтернативу» («tomar la alternativa»). Это церемония, на которой их кандидатуру предлагают и поддерживают два других матадора, и таким образом они из новильеро становятся матадорами. Новильеро имеет право выступать только против молодых быков (novillos), в то время как матадор может выступать как против взрослых быков (toros), так и молодых. Однако в силу своего положения он выступает против молодых быков только на фестивалях. Матадоров также иногда называют «espadas» (мечи) или «diestros» (эксперты, прямой перевод — правша).
«Послужной список» («escalafón») — это список тореро и их успехов, причем существуют отдельные списки для матадоров, новильеро и рехонеадоров. Успех тореро измеряется не количеством отрезанных ушей, а количеством проведенных боев, так как удачливым тореро является тот, на кого есть большой спрос, и который, соответственно, получает много контрактов. Лидера списка («Líder del escalafón») также часто называют «El número uno» («Номер один»). По итогам 2005 года первое место в списке тореро принадлежало Давиду Фандиле «Эль Фанди» (107 боёв, награды: 210 ушей, 11 хвостов).